# Nuncjatura Apostolska w Bawarii
Nuncjatura Apostolska w Bawarii – misja dyplomatyczna Stolicy Apostolskiej w Elektoracie Bawarii (do 1806), Królestwie Bawarii (1806 - 1918) i Wolnym Kraju Bawaria (1918 - 1934). Siedziba nuncjusza apostolskiego mieściła się w Monachium.

## Historia
Od 1584 lub 1585 istniała Nuncjatura Apostolska w Kolonii. 7 czerwca 1784, za pontyfikatu Piusa VI, nuncjusz apostolski został ostatecznie akredytowany w Monachium. W 1805 zmieniono nazwę z Nuncjatura Apostolska w Kolonii na Nuncjatura Apostolska w Bawarii. Do 1871 Bawaria była niepodległym państwem, a po włączeniu w skład Cesarstwa Niemieckiego do 1918 zachowała możliwość prowadzenia własnej polityki zagranicznej.
Nuncjatura Apostolska w Bawarii nie została zlikwidowana po tym jak w 1920 powstała Nuncjatura Apostolska w Niemczech (przy rządzie centralnym w Berlinie). Do 1925 nuncjusz apostolski w Niemczech rezydował w Monachium zarządzając obiema nuncjaturami. 24 stycznia 1925 Bawaria ratyfikowała konkordat. Od tego roku w Bawarii był osobny nuncjusz apostolski. Nuncjatura Apostolska w Bawarii została zniesiona w 1934.
Dwóch nuncjuszy apostolskich w Kolonii/Bawarii zostało później papieżami. Byli to abp Annibale della Genga (nuncjusz w latach 1794 – 1800, od 1823 papież Leon XII) i abp Eugenio Pacelli (nuncjusz w latach 1917 – 1925, od 1939 papież Pius XII).

## Nuncjusze apostolscy w Bawarii
lista niepełna
- abp Cesare Zoglio (1784 - ?)
- abp Annibale della Genga (1794 – 1800) Włoch
- abp Charles Joseph Mercy-d’Argenteau (1826 - 1838) Belg
- abp Antonio Saverio De Luca (1853 - 1856) Włoch
- abp Pier Francesco Meglia (1866 - 1874) Włoch
- abp Angelo Di Pietro (1882 - 1887) Włoch
- abp Fulco Luigi Ruffo-Scilla (1887 - 1891) Włoch
- abp Antonio Agliardi (1891 - 1893) Włoch
- abp Andrea Aiuti (1893 - 1896) Włoch
- abp Cesare Sambucetti (1900 - 1901) Włoch
- abp José Macchi (1902 - 1904) Włoch
- abp Carlo Caputo (1904 - 1907) Włoch
- kard. Andreas Frühwirth OP (1907 - 1916) Austriak
- abp Giuseppe Aversa (1916 - 1917) Włoch
- abp Eugenio Pacelli (1917 - 1925) Włoch
- abp Alberto Vassallo-Torregrossa (1925 - 1934) Włoch